# Alan Arkin
Alan Wolf Arkin (født 26. marts 1934, død 29. juni 2023) var en amerikansk skuespiller, instruktør og musiker. Arkin vandt en Oscar for bedste mandlige birolle for sin medvirken i Little Miss Sunshine i 2007. Han medvirkede desuden i film som Catch-22, Edward Saksehånd, Havana og Get Smart.

## Filmografi i udvalg
- Russerne kommer, russerne kommer! (1966)
- Punkt 22 (1970)
- Edward Saksehånd (1990)
- Havana (1990)
- Gattaca (1998)
- Firewall (2006)
- Little Miss Sunshine (2006)
- Get Smart (2008)
- Marley & Me (2008)
- Get Smart 2 (2011)